# غوردون ويلسون (لاعب كرة قدم)
غوردون ويلسون (بالإنجليزية: Gordon Wilson)‏ هو لاعب اتحاد الرغبي ولاعب كرة قدم بريطاني في مركز حراسة المرمى، ولد في 21 مارس 1944 في غلاسكو في المملكة المتحدة. لعب مع نادي كوينز بارك.